# 桃田賢斗
桃田賢斗（日语：／ Momota Kento，1994年9月1日—），出生自香川縣三豐市，日本羽毛球男運動員，專攻男子單打項目，退役日本國家羽毛球隊（A隊）的主力球員，同時隸屬於NTT東日本株式會社總務人事部。日本首位男單羽毛球世錦賽冠軍、衛冕者及世界排名第一的男子單打選手。2024年湯姆斯盃結束後正式退出國家隊。

## 出生及青少年時期
桃田賢斗父親桃田信弘希望他能成為「世界上最強大的人」，因此用DC漫畫角色超人的名字克拉克·肯特為他命名（肯特的日文發音為Kento）。桃田出生自香川縣三豐郡三野町（現三豐市），畢業於三豐市立吉津小学校，13歲時前往福島縣，就讀當地的羽球名校富岡町立富岡第一中学校及縣立富岡高等学校，15歲時奪得全日本少年羽毛球锦标赛冠軍，並在中學三年級時達成全日本錦標賽最年輕出賽選手紀錄。2011年，桃田在東日本大地震來臨前一天前往印尼參加比賽，躲過地震衝擊；其後緊接著發生福島核事故，他就讀的學校因為位在輻射外洩警戒區，而被要求返回香川，兩個月後才重返福島縣的猪苗代高校開始訓練。
在福島核事故發生的同一年，桃田賢斗奪得亞青賽及世青賽男單季軍。2012年，就讀高三的桃田在大阪國際挑戰賽首度晉級成人組國際賽事準決賽，當時以直落二不敵前日本國家隊隊員山田和司，他在這一年也同時奪得全国高等學校综合体育大會、亞青賽和世青賽的冠軍，也是第一位奪下世界青年羽毛球錦標賽的日本選手。

## 職業生涯

### 征戰成人賽與湯姆斯盃奪冠
2013年，高中畢業的桃田賢斗加入NTT東日本羽球隊並入選日本國家隊，開始征戰成人賽事，在該年第一次出戰全日本社会人羽毛球锦标赛即奪下冠軍。該年1月，桃田賢斗在愛沙尼亞國際賽男單決賽，以2比1（20-22、21-15、21-15）擊敗芬兰選手埃图·海诺，奪得其首個成人組國際賽冠軍，此後亦在瑞典斯德哥爾摩、奧地利兩項國際挑戰賽奪冠，在年尾的中國首要超級賽首次晉級超級系列賽的準決賽，最終以1比2（20-22、21-9、6-21）不敌中國選手王睁茗。
2014年5月，桃田賢斗入選日本的湯姆斯盃出賽名单，以第二单打身份出战第28屆湯姆斯盃。他在小组赛中以3胜0负佳绩，分别战胜了英格兰的里斯·沃克、香港的魏楠以及丹麥的维克托·阿萨尔森，帮助日本队以小組第一晉級。在八強賽，日本隊以3比1擊敗首次晉級淘汰賽的法國隊。準決賽面對尋求卫冕的中國隊時，作为二号单打的桃田賢斗以2比1（23-25、21-18、21-14）逆轉杜鹏宇，讓最終日本以直落三完勝對手。在決賽面對另一传统羽球强国馬來西亞，桃田賢斗在以2比0（21-15、21-17）擊敗马来西亚名将张维峰，讓日本的總比數以2比1領先。最終日本隊以3比2獲勝，粉粹对手重奪睽違20年汤杯的野心，同時終結了湯姆斯盃自1949年舉辦以來皆由印尼、中国、马来西亚三個傳統强国壟斷的局面，成为第四个捧盃的國家隊，亦象徵著日本羽球進入強隊的行列。在同一年舉行的亞運會男子團體比賽中，桃田賢斗再度以第二單打出賽。日本隊在八強賽面對地主隊韓國以0比2落後時，桃田賢斗先負一局再奪兩局逆轉對手李東根，讓日本隊得以延續戰局，亦展現自身在團體賽上的抗壓能力。
2014年8月，桃田賢斗參加在丹麥哥本哈根舉行的世界羽毛球錦標賽，以13號種子出戰男子單打項目，在首圈負於香港的魏楠。在10月的法國羽超級賽，桃田賢斗再度敗於中國王睁茗而止步準決賽。12月時，桃田在全日本綜合羽毛球錦標賽決賽不敵佐佐木翔，獲得亞軍。

### 2015年：超級賽與年終賽首冠
2015年4月，桃田賢斗在新加坡超級賽一路戰勝香港的魏楠、台灣的周天成與印尼的西蒙·桑托索晉級到決賽，最終以2比1（21-17、16-21、21-15）擊敗香港的胡贇，為個人及日本羽球界第一座超級系列賽男子單打冠軍。5月，當時世界排名第八的桃田第二次代表日本參加蘇迪曼盃，在小組賽面對俄羅斯與台灣時兩戰皆勝，助日本以小組第一晉級；八強對決丹麥時，桃田賢斗再次出賽，以2比1戰勝同齡選手安賽龍；此後日本在準決賽擊敗韓國首次晉級決賽，決賽時則以直落三不敵中國，獲得亞軍，桃田在這兩場比賽因為受傷而未被安排上場，日本隊皆以上田拓馬應戰。時至6月，桃田賢斗轉戰印尼首要超級賽，並一路擊敗香港的黃永棋、胡贇、印尼的安东尼·金廷及印度的卡夏普·帕鲁帕利而晉級決賽。决赛中，他以2比1（16-21、21-19、21-7）逆转衛冕冠軍、丹麦名将简·奥·约根森奪冠，收穫生涯第二座超級賽冠軍。
2015年8月，桃田賢斗以4號種子身分參加在印尼雅加達舉行的世界羽毛球錦標賽男子單打項目。他一路以2比0淘汰德國的迪特尔·杜马克、加拿大的马丁·朱弗雷和越南的阮進明，晉級八強；他在半準決賽面對香港的魏楠，亦以2比0（21-6、21-14）勝出，打進四強，成为日本史上第一位打進世锦赛男单準決賽的選手。桃田賢斗在準決賽对阵頭號種子、衛冕的谌龙，結果以0比2（9-21、15-21）落敗，僅得季軍。賽後，桃田表示自己不是因为压力而落敗，而是对手每一拍每一球都很完美，导致自己有很多不必要的自发性失误。其後他在自己社交网站上表示，这次落敗让他下定决心，要令自己变得更强大。12月，桃田在超級系列賽總決賽以2比0（21-15、21-12）擊敗丹麦的安賽龍，成為日本羽壇第一位在年終總決賽奪得男子單打冠軍的運動員。

### 2016年：參與非法賭博遭到禁賽
2016年2月，桃田賢斗作為第一單打，代表日本參加亞洲團體錦標賽的男子團體比賽並幫助隊伍晉級決賽；決賽對陣印尼時，桃田率先為日本贏下第一場比賽的勝利，但日本最終仍以總比數2比3不敵印尼而得亞軍。3月底，桃田賢斗在印度超級賽決賽時以2以0擊敗（21-15、21-18）丹麥的安賽龍。本次賽事奪冠後，桃田的世界排名也來到生涯新高的第二位，當時年僅21歲的桃田賢斗也被認為是里約奧運會的奪牌熱門。
2016年4月7日，由於日本警方破獲非法賭場，而桃田賢斗則因為涉嫌參與其中，放棄正在進行的馬來西亞首要超級賽，緊急回國接受警方調查。4月8日，桃田賢斗與前輩田兒賢一在東京舉行道歉記者會。桃田坦承在田兒的介紹下，於2014年10月到2015年1月期間，六度在東京都墨田區的非法賭場參與賭博，賭注從數萬到數十萬日元不等，總計輸掉50多萬日元。桃田表示，雖然「知道不可以，但是出於好奇心，就想玩一玩」他就賭博一事道歉，認為這辜負了迄今為止所有栽培他的人以及福岛县的人民，希望得到外界原諒和重新出發機會。
2016年4月10日，日本羽毛球協會召开紧急理事会，针对桃田贤斗进行正式处理。協會最終決定不会推荐他成为里约奥运会的日本国家队代表，他將被开除出国家队並无限期禁赛。日本奧林匹克委員會的专务理事平冈英介表示，桃田贤斗是顶级选手，本應可以在里约获得奖牌，但他的行为令人遗憾；並要求各个单项协会以此为戒，运动员必须守法。其後，日本NTT东日本公司亦对桃田給予停职30天的处罚。世界羽聯也發布聲明，因為桃田賢斗與田兒賢一被禁賽超過一年，依規定兩人將會從世界排名中除名。

### 2017年：重回賽場
經歷為時一年多的禁賽後，日本羽毛球協會基於桃田賢斗所屬的NTT東日本羽毛球隊的報告，認為其表現良好，因此決定於2017年5月15日解除禁賽懲罰。由於剛復出的桃田沒有世界排名，按照日本羽協規定不能加入國家隊，需要先參加低級別的國際賽事來累積排名積分，而日本羽協也特別准許桃田賢斗在7月自費參加國際比賽，並且桃田將會參加5月27日舉辦的日本羽毛球排名赛。
2017年5月27日，桃田賢斗出戰在埼玉市舉辦的日本羽毛球排名赛。5月31日，桃田賢斗在決賽中以2比1（21-13、14-21、21-19）擊敗上田拓馬，獲得復出後的第一座冠軍，他在賽後頒獎時眼眶含淚地表示「對所有在艱難時支持我和給予羽毛球環境的人的感情都湧現出來了」「現在還沒有把哪個大賽當作目標。比起這些，感謝對手和他們在比賽中的表現，祝福他們並且想成為跟他們一樣的選手」。7月，桃田賢斗自費報名參加加拿大大獎賽和美國黃金大獎賽。在加拿大大獎賽，沒有世界排名的桃田賢斗從資格賽闖進正賽，並一路晉級至決賽，最後在決賽時，他在長達77分鐘的比賽中以1比2負於隊友常山幹太。後因未能遞補參加美國黃金大獎賽，轉而參加美國國際系列賽，並在決賽擊敗瓜地馬拉選手凱文·科登，收穫復出後第一座國際賽冠軍。
此後，桃田賢斗在國內的全日本社会人羽毛球锦标赛以及比利時、捷克、荷蘭和澳門等地的國際賽接連奪冠。憑藉在國際賽場的五連冠，日本羽球協會向桃田賢斗承諾若能在12月舉辦的全日本綜合錦標賽進入決賽即能重返國家隊，然而他卻在八強賽意外敗給武下利一。雖然未能達成目標，但為了日本隊在2020東京奧運的戰略需求，日本羽協及國家隊總教練朴柱奉以其在國際賽的表現宣布桃田賢斗將以日本奧委會選手強化本部的推薦名額重返國家隊。

### 2018年：桃田时代的开始
桃田賢斗雖於2017年底重返國家隊，但仍因為積分不足，無法參加3月舉行的全英公開賽這項重要賽事。4月下旬，桃田賢斗出戰在中国湖北省武汉市舉行的亚洲羽毛球錦標賽，首輪他以2比0擊敗越南名将阮進明，次輪又以2比1击败了當年的全英賽冠軍石宇奇。在八強戰時，他面对赛会7号种子、台灣的周天成輕鬆勝出，其中第一局中只给对手拿了5分。及至四强，桃田又以直落二（21-19、21-14）擊敗赛会5号种子、马来西亚的李宗偉。桃田在决赛迎战赛会的3号种子、卫冕冠军中国諶龍，同样以2局 （21-17、21-13）擊敗对手，成為首位獲得亚锦赛男單冠军的日本選手，為該國羽坛创造历史。桃田賢斗在該屆亞錦賽連續擊敗4位種子選手，其中的李宗偉及諶龍都是他在禁賽前從未戰勝的對手。桃田賢斗在賽後表示：「我不只是把目標放在世界第二，而是想成為世界第一，當然也要把過去失去的時光重新拿回來，在2020年的東京奧運出賽。」憑藉在亞錦賽奪冠所得的積分，桃田賢斗的世界排名在5月下旬的湯姆斯盃舉辦時上升至第12位而成為日本男單世界排名最高者，再度以第一單打身分出戰湯盃助日本時隔四年再度闖入湯盃決賽；日本最終雖以1比3負於中國而僅獲亞軍，但是桃田從小組賽到決賽保持全勝戰績。
2018年6月，桃田賢斗出戰自重返賽場以來級別最高的公開賽－馬來西亞公開賽，再次接連戰勝孫完虎、周天成、斯里坎特·基達姆比等世界排名前十的選手，在國際賽場達成21連勝並晉級決賽；最終漸入佳境的桃田賢斗遭到地主選手李宗偉以直落二（17-21、21-23）擊敗，對手亦在該項賽事第12次奪得單打冠軍。在隔週舉行的印度尼西亞公開賽，桃田與李宗偉再次於準決賽碰頭，這次他反以直落二（23-21、21-12）取勝，而李宗偉在此次對決之後因身患鼻咽癌而離開賽場，使桃田成為他在職業生涯中的最後一位對手；到了決賽，桃田賢斗面對當時世界排名第一暨前一年世錦賽冠軍安賽龍，以21-14、21-9的懸殊比分獲勝，同時贏得復出後的首座超級賽冠軍。
在印尼公開賽結束後，桃田賢斗的世界排名攀升至第六位，得以第六種子的身分參加7月底在中國江蘇省南京市舉辦的世界羽毛球錦標賽男子單打項目，他也因為近期表現，加上籤表同為下半區的李宗偉、孫完虎兩位種子選手退賽，成為晉級決賽熱門人選。賽事開始後，桃田除了在十六強面對丹麥選手安德斯·安東森時打滿三局（13-21、21-17、21-8），他在八強和四強對決塞·帕拉內斯·B（21-12、21-12）、劉國倫（21-16、21-5）時都是在分差較大的情況下勝出。最後，他在決賽再次以直落二（21-11、21-13）戰勝中國選手石宇奇，成為世界羽球錦標賽賽史41年以來首位來自日本的男子單打冠軍。8月，桃田賢斗代表日本參加接踵而至的雅加達亞運；他在最先進行的男子團體賽事以全勝之姿助日本隊晉級準決賽，最終他們仍敗於印尼隊而並列銅牌；在接下來的男子單打賽事，聲勢正旺的桃田順利晉級至第二輪賽事，卻在第三輪的16強賽以0比2（18-21、18-21）敗於此前對戰紀錄三連勝（團體賽時桃田以14-21、21-14、21-16獲勝）的地主國代表選手金廷。
在2018下半年的國際公開賽中，桃田賢斗先是在家鄉舉辦的日本公開賽奪冠，成為首位奪下男單冠軍的地主國選手，也在隔周進行的中國公開賽晉級決賽，雖以直落二（21-23、19-21）、連續兩次敗於印尼選手金廷，仍憑藉此站積分在2018年9月27日登上世界排名第一位，為日本第一位獲此成就的男子單打選手。此外，桃田賢斗另曾兩度奪得超級750級別的丹麥公開賽和中國福州公開賽冠軍及兩次晉級準決賽（法國、香港）。憑藉整年的優異表現，桃田賢斗的世界排名積分在11月15日突破10萬大關，為繼李宗偉、諶龍之後第三位達成者，並以第2種子的身分參加在中國廣州舉行的世界羽聯世界巡迴賽總決賽，卻在決賽時以0比2（12-21、11-21）的懸殊比分遭中國選手石宇奇擊敗而無緣第二座總決賽冠軍。

### 2019年：桃田的巅峰、單季11冠
2019年1月，桃田賢斗先是在馬來西亞大師賽首輪不敵隊友西本拳太，接著在印尼大師賽雖晉級決賽，又再度以1比2（16-21、21-14、16-21）不敌丹麦的安德斯·安東森。雖連兩站折戟，他接下來在2月舉辦的德國公開賽奪冠後，背靠背參加隔周舉行的全英公開賽，最終在男单决赛以2比1（21-11、15-21、21-15）击败了赛会6号种子、丹麥的安賽龍，為全英賽賽史121年以來第一位來自日本的男子單打冠軍。4月，桃田賢斗雖在馬來西亞公開賽止步16強，仍在新加坡公開賽及亞洲羽毛球錦標賽奪冠，其中在亞錦賽也是繼马来西亚的瑞許·西迪，印尼的索尼·昆科罗以及中国的林丹之後，第4位成功卫冕者。同年5月，他第三度入选蘇迪曼盃陣容，並幫助日本队連續三年打进四强，最後於決賽以0比3不敵中國，赢得亚军。其後他又在日本公開賽成功衛冕，奪下本季第五冠。
在瑞士巴塞爾举办的世界羽毛球錦標賽，桃田賢斗被列为男子單打的第1种子；他從首輪至準決賽開始接連擊敗范高強（21-9、21-10）、L·E·佩納爾弗（21-10、21-7）、普蘭諾伊·H·S（21-19、21-12）、李梓嘉（21-12、21-8）和塞·帕拉內斯·B（21-13、21-8），决赛又再以2比0（21-9、21-3）擊敗了赛会5号种子兼黑马安德斯·安東森，全部比賽皆以直落二獲勝並奪冠，再度书写个人紀錄，亦為首位蝉联世錦賽的日本选手。
同年9月，他出战中國羽毛球公開賽，在男单决赛以2比1（19-21、21-17、21-19）击败了赛会尋求卫冕冠军的安东尼·西尼苏卡·金廷，首次赢得中国公开赛男单冠军。同期9月，他出战韓國羽毛球公開賽，在男单决赛以2比0（21-19、21-17）击败了赛会2号种子、臺灣一哥的周天成，拿下个人赛季的第八冠，亦是首位日本选手赢下该赛事男单冠军得主

### 2020年：車禍
桃田在2020年1月12日於馬來西亞羽毛球大師賽奪得冠軍後，於13日乘車從雪兰莪州雪邦县吉隆坡國際機場返日前，於隆布大道發生車禍，致使頭部受傷，而他所乘坐車輛的司機則當場死亡。

### 2021年：桃田逐渐衰落
2021年1月3日，桃田確診2019冠状病毒病，原本預計飛往泰國準備12日開打的泰國公開賽，因為他確診也導致全隊遠征取消。2021年參加2020年東京奧運會，在男子單打小組賽時遭到淘汰。同年11月，桃田贤斗在印尼羽毛球大師賽男单决赛中以2比0（21-17、21-11）击败安德斯·安東森，收获2021年首个冠军，也终结长达22个月的冠军荒。

### 2022年：桃田时代结束
2022年，桃田贤斗在今年比賽中皆連在首輪和次輪出局，最佳成績是2022年马来西亚羽毛球公开赛亞軍，但期間多位對手退賽，世界排名也在該年下滑至第18名。

### 2023年：跌宕起伏的状态
2023年3月，桃田贤斗參加德國羽毛球公開賽，并在首輪擊敗中國的石宇奇，之后擊敗加拿大好手杨灿和隊友西本拳太，自2022年马来西亚羽毛球公开赛以來再次闖入四強。最終他在半決賽以直落二（11-21、7-21）不敵中國的李詩灃。之后桃田贤斗便没再获得什么优秀成绩，世界排名也掉出前32名。
直到年底桃田參加了2023年韓國羽毛球大師賽并在過程中打敗了台灣選手王柏崴、德國選手卡伊·舍费尔和馬來西亞選手宋侞紋晉級半決賽，之后以直落二打敗中國選手雷蘭曦進入決賽和后輩渡邊航貴對戰，并擊敗了他奪得冠軍打破長達2年的冠軍荒，是自2021年印度尼西亞羽毛球大师赛后首次奪冠。

### 2024年：退出國家隊，國際賽最後一舞
2024年4月18日，桃田賢斗於2024年湯姆斯盃賽前宣布會在本次賽事結束后退出日本國家隊，湯姆斯盃為其最后一場國際賽事。桃田在該屆湯盃小組賽對陣捷克、德國及台灣時都是以第三單打出賽，幫助日本在小組賽階段以一場未失之姿成為小組第一晉級淘汰賽；5月2日，日本在淘汰賽不敵馬來西亞，止步八強，桃田無緣上場，他在國際賽最後一戰對手為台灣的李佳豪，最終以2比1（21-18、16-21、21-17）擊敗對手。3日，正式宣布退出國家隊。

## 技術及評價
桃田賢斗在剛出道時即有出色的網前技術及進攻意識，且技術細膩、心態穩定，他的小球在過網時能幾乎貼網而過；進攻方面表現強勢，左右兩側殺球都能準確落在邊線。
在2016年遭到禁賽前，桃田是典型控網搶攻的選手，善於利用網前技術給自己創造後場進攻的機會，而因為他在身高上沒有優勢使得左右防守範圍較小，防守能力較為普通，控網搶攻可以減少防守時的壓力，但是在場上站位更靠前場，需要耗費更多體力向後移動，如果被對手反推後場也易形成被動。2017年禁賽結束重返賽場，他融入更多防守反擊的打法，以推球、挑球將對手控制在後場降低自身的失誤率，再以高品質防守及抓過渡球製造對手失誤，再結合他在網前的優勢，能更有效率地在進攻上置對方於死地。
李宗偉、諶龍、安賽龍、陶菲克等羽壇名將或名宿在提及桃田賢斗時，皆評價他的技術全面、失誤少且表現穩定。周天成表示桃田賢斗有很多球路變化，在場上需要作出很多思考，因此跟他對戰時精神上會很累。馬來西亞國家隊總教練黄综翰認為他是最後一批經歷過林丹、李宗伟時代歷練的選手之一，在各方面的訓練要求都必须到顶峰才能與他們對抗，因此造就現在的桃田賢斗。

## 主要比賽成績
只列出曾進入準決賽的國際賽事成績：
| 年份   | 賽事                       | 公開賽級別 | 項目     | 成績   |
| ------ | -------------------------- | ---------- | -------- | ------ |
| 2011年 | 亞洲青年羽毛球錦標賽       | 其他       | 男子單打 | 季軍   |
| 2011年 | 世界青年羽毛球錦標賽       | 其他       | 男子單打 | 季軍   |
| 2012年 | 大阪羽毛球國際挑戰賽       | 國際挑戰賽 | 男子單打 | 準決賽 |
| 2012年 | 亞洲青年羽毛球錦標賽       | 其他       | 混合團體 | 冠軍   |
| 2012年 | 亞洲青年羽毛球錦標賽       | 其他       | 男子單打 | 冠軍   |
| 2012年 | 世界青年羽毛球錦標賽       | 其他       | 混合團體 | 亞軍   |
| 2012年 | 世界青年羽毛球錦標賽       | 其他       | 男子單打 | 冠軍   |
| 2013年 | 愛沙尼亞羽毛球國際賽       | 國際系列賽 | 男子單打 | 冠軍   |
| 2013年 | 瑞典斯德哥爾摩羽毛球國際賽 | 國際挑戰賽 | 男子單打 | 冠軍   |
| 2013年 | 奧地利羽毛球國際挑戰賽     | 國際挑戰賽 | 男子單打 | 冠軍   |
| 2013年 | 美國羽毛球黃金大獎賽       | 黃金大獎賽 | 男子單打 | 準決賽 |
| 2013年 | 中國羽毛球首要超級賽       | 超級賽     | 男子單打 | 準決賽 |
| 2014年 | 湯姆斯盃                   | 其他       | 男子團體 | 冠軍   |
| 2014年 | 法國羽毛球超級賽           | 超級賽     | 男子單打 | 準決賽 |
| 2015年 | 新加坡羽毛球超級賽         | 超級賽     | 男子單打 | 冠軍   |
| 2015年 | 蘇迪曼盃                   | 其他       | 混合團體 | 亞軍   |
| 2015年 | 印尼羽毛球首要超級賽       | 首要超級賽 | 男子單打 | 冠軍   |
| 2015年 | 世界羽毛球錦標賽           | 其他       | 男子單打 | 季軍   |
| 2015年 | 韓國羽毛球超級賽           | 超級賽     | 男子單打 | 準決賽 |
| 2015年 | 世界羽聯超級系列賽總決賽   | 首要超級賽 | 男子單打 | 冠軍   |
| 2016年 | 亞洲羽毛球團體錦標賽       | 其他       | 男子團體 | 亞軍   |
| 2016年 | 印度羽毛球超級賽           | 超級賽     | 男子單打 | 冠軍   |
| 2017年 | 加拿大羽毛球大獎賽         | 大獎賽     | 男子單打 | 亞軍   |
| 2017年 | 美國羽毛球國際系列賽       | 國際系列賽 | 男子單打 | 冠軍   |
| 2017年 | 比利時羽毛球國際賽         | 國際挑戰賽 | 男子單打 | 冠軍   |
| 2017年 | 捷克羽毛球公開賽           | 國際挑戰賽 | 男子單打 | 冠軍   |
| 2017年 | 荷蘭羽毛球大獎賽           | 大獎賽     | 男子單打 | 冠軍   |
| 2017年 | 澳門羽毛球黃金大獎賽       | 黃金大獎賽 | 男子單打 | 冠軍   |
| 2018年 | 越南羽毛球國際挑戰賽       | 國際挑戰賽 | 男子單打 | 冠軍   |
| 2018年 | 亞洲羽毛球錦標賽           | 其他       | 男子單打 | 冠軍   |
| 2018年 | 湯姆斯盃                   | 其他       | 男子團體 | 亞軍   |
| 2018年 | 馬來西亞羽球公開賽         | 超級750賽  | 男子單打 | 亞軍   |
| 2018年 | 印尼羽毛球公開賽           | 超級1000賽 | 男子單打 | 冠軍   |
| 2018年 | 世界羽毛球錦標賽           | 其他       | 男子單打 | 冠軍   |
| 2018年 | 亞洲運動會羽毛球比賽       | 其他       | 男子團體 | 銅牌   |
| 2018年 | 日本羽毛球公開賽           | 超級750賽  | 男子單打 | 冠軍   |
| 2018年 | 中國羽毛球公開賽           | 超級1000賽 | 男子單打 | 亞軍   |
| 2018年 | 丹麥羽毛球公開賽           | 超級750賽  | 男子單打 | 冠軍   |
| 2018年 | 法國羽毛球公開賽           | 超級750賽  | 男子單打 | 準決賽 |
| 2018年 | 中國福州羽毛球公開賽       | 超級750賽  | 男子單打 | 冠軍   |
| 2018年 | 香港羽毛球公開賽           | 超級500賽  | 男子單打 | 準決賽 |
| 2018年 | 世界羽聯世界巡迴賽總決賽   | 總決賽     | 男子單打 | 亞軍   |
| 2019年 | 印尼羽毛球大師賽           | 超級500賽  | 男子單打 | 亞軍   |
| 2019年 | 德國羽毛球公開賽           | 超級300賽  | 男子單打 | 冠軍   |
| 2019年 | 全英羽毛球公開賽           | 超級1000賽 | 男子單打 | 冠軍   |
| 2019年 | 新加坡羽毛球公開賽         | 超級500賽  | 男子單打 | 冠軍   |
| 2019年 | 亞洲羽毛球錦標賽           | 其他       | 男子單打 | 冠軍   |
| 2019年 | 蘇迪曼盃                   | 其他       | 混合團體 | 亞軍   |
| 2019年 | 日本羽毛球公開賽           | 超級750賽  | 男子單打 | 冠軍   |
| 2019年 | 世界羽毛球錦標賽           | 其他       | 男子單打 | 冠軍   |
| 2019年 | 中國羽毛球公開賽           | 超級1000賽 | 男子單打 | 冠軍   |
| 2019年 | 韓國羽毛球公開賽           | 超級500賽  | 男子單打 | 冠軍   |
| 2019年 | 丹麥羽毛球公開賽           | 超級750賽  | 男子單打 | 冠軍   |
| 2019年 | 中國福州羽毛球公開賽       | 超級750賽  | 男子單打 | 冠軍   |
| 2019年 | 世界羽聯世界巡迴賽總決賽   | 總決賽     | 男子單打 | 冠軍   |
| 2020年 | 马来西亚羽毛球大师赛       | 超級500賽  | 男子單打 | 冠軍   |
| 2021年 | 蘇迪曼盃                   | 其他       | 混合團體 | 亞軍   |
| 2021年 | 汤姆斯盃                   | 其他       | 男子團體 | 季軍   |
| 2021年 | 丹麥羽毛球公開賽           | 超級1000賽 | 男子單打 | 亞軍   |
| 2021年 | 法國羽毛球公開賽           | 超級750賽  | 男子單打 | 準決賽 |
| 2021年 | 印尼羽毛球大師賽           | 超級750賽  | 男子單打 | 冠軍   |
| 2022年 | 湯姆斯盃                   | 其他       | 男子團體 | 季軍   |
| 2022年 | 馬來西亞羽毛球公開賽       | 超級750賽  | 男子單打 | 亞軍   |
| 2023年 | 德國羽毛球公開賽           | 超級300賽  | 男子單打 | 準決賽 |
| 2023年 | 韓國羽毛球大師賽           | 超級300賽  | 男子單打 | 冠軍   |
| 2024年 | 亞洲羽毛球團体錦標賽       | 其他       | 男子團体 | 季軍   |

| 2007-2017年 | 首要超級賽 | 超級賽 | 黃金大獎賽 | 大獎賽 | 國際挑戰賽 | 國際系列賽 | 未來系列賽 | 其他 |

| 2018-2026年 | 總決賽 | 超級1000賽 | 超級750賽 | 超級500賽 | 超級300賽 | 超級100賽 | 國際挑戰賽 | 國際系列賽 | 未來系列賽 | 其他 |

### 世界冠軍頭銜
桃田賢斗在羽毛球生涯中共奪得3項羽毛球世界冠軍頭銜。
| 賽事             | 奪冠次數 | 年份                                  |
| ---------------- | -------- | ------------------------------------- |
| 世界羽毛球錦標賽 | 2        | 2018年（男子單打） 2019年（男子單打） |
| 湯姆斯盃         | 1        | 2014年（男子團體）                    |
| 總計             | 3        |                                       |

### 奧運會和世錦賽參賽紀錄
|          | 2014 | 2015 | 2016 | 2017 | 2018 | 2019 | 2020       | 2021  | 2022 |
| -------- | ---- | ---- | ---- | ---- | ---- | ---- | ---------- | ----- | ---- |
| 男子單打 | 64強 | 季軍 | －   | －   | 冠軍 | 冠軍 | 小組第二名 | 64強1 | 32強 |

1 賽前退賽

## 主要對賽紀錄
桃田賢斗與主要對手的對賽成績如下（只列出對賽五次或以上對手，截至2024年7月11日）：
| 對手                                       | 對賽次數 | 對賽結果 | 對賽結果 | 勝差 |
| 對手                                       | 對賽次數 | 勝       | 負       | 勝差 |
| ------------------------------------------ | -------- | -------- | -------- | ---- |
| 常山幹太                                   | 7        | 4        | 3        | +1   |
| 西本拳太                                   | 6        | 4        | 2        | +2   |
| 林丹（退役）                               | 5        | 4        | 1        | +3   |
| 石宇奇                                     | 12       | 6        | 6        | 0    |
| 黃宇翔                                     | 5        | 3        | 2        | +1   |
| 諶龍（退役）                               | 10       | 5        | 5        | 0    |
| 王睜茗（退役）                             | 5        | 2        | 3        | -1   |
| 安賽龍                                     | 18       | 14       | 4        | +10  |
| 汉斯-克里斯蒂安·索尔伯格·维汀哈斯 （退役） | 10       | 9        | 1        | +8   |
| 拉斯穆斯·傑姆克                            | 5        | 5        | 0        | +5   |
| 安德斯·安東森                              | 7        | 6        | 1        | +5   |
| 簡·奧·約根森                               | 8        | 5        | 3        | +2   |
| 魏楠（退役）                               | 8        | 7        | 1        | +6   |
| 伍家朗                                     | 8        | 7        | 1        | +6   |
| 胡贇（退役）                               | 9        | 6        | 3        | +3   |
| 安東尼·西尼蘇卡·金廷                       | 16       | 11       | 5        | +6   |
| 湯米·蘇吉亞托                              | 12       | 9        | 3        | +6   |
| 乔纳坦·克里斯蒂                            | 7        | 5        | 2        | +3   |
| 斯里坎特·基达姆比                          | 17       | 14       | 3        | +11  |
| 普蘭諾伊·哈塞納·蘇尼爾·庫馬爾              | 7        | 7        | 1        | +6   |
| 卡夏普·帕魯帕利                            | 5        | 5        | 0        | +5   |
| 塞·帕拉內斯·巴米迪帕提                     | 7        | 5        | 2        | +3   |
| 許侊熙                                     | 6        | 4        | 2        | +2   |
| 孙完虎                                     | 10       | 6        | 4        | +2   |
| 周天成                                     | 16       | 14       | 2        | +12  |
| 王子維                                     | 5        | 5        | 0        | +5   |
| 李梓嘉                                     | 12       | 8        | 4        | +4   |
| 科希特·佩尔帕达布                          | 5        | 5        | 0        | +5   |
| 达农沙·森颂汶素                            | 5        | 3        | 2        | +1   |
| 阮進明                                     | 6        | 3        | 3        | 0    |

## 外部連結
- 桃田賢斗的X（前Twitter）
- 桃田賢斗的Instagram帳戶